# George Lee (2e comte de Lichfield)
Pour les articles homonymes, voir Lee.
George Henry Lee, 2e comte de Lichfield (12 mars 1690 – 15 février 1743) est le sixième fils de Edward Lee (1er comte de Lichfield) et son épouse Charlotte FitzRoy, fille illégitime de Charles II par sa maîtresse, la célèbre courtisane Barbara Palmer. Le 14 juillet 1716 George Henry Lee succède à son père en tant que 2e comte de Lichfield.

## Biographie
Le 2e comte de Lichfield fait ses études au St John's College à Oxford, et est diplômé le 19 août 1732. Il est Custos Brevium dans la Cour des plaids-communs, ainsi que gouverneur du Foundling Hospital le 7 août 1739. En 1722, il construit le château anglais de Ditchley Park, conçu par James Gibbs. En 1719, il est l'un des principaux abonnés à l'Académie Royale de Musique (1719), une société qui produit de l'opéra baroque.
Il épouse Frances Hales (d. 3 février 1769), fille de John Hales, de Woodchurch (Kent) avec qui il a plusieurs enfants.
1. George Lee (3e comte de Lichfield) (21 mai 1718 – 19 septembre 1772); son successeur
2. Charles Henry (c. 1719 - 1740)
3. Frances (16 décembre 1721 - 1723)
4. Edward Henry (c. 1723 - 1742)
5. Frances (21 janvier 1724 – 29 janvier 1761), mariée à Henry Hyde (vicomte Cornbury)
6. Charlotte (c. 1724 - 11 juin 1794); mariée à Henry Dillon (11e vicomte Dillon)
7. Henrietta ou Harriet (1726 - 30 avril 1752); marié à Jean-Bellew, 4e baron Bellew de Duleek
8. Marie (né c. 1728); marié à Cosmo Neville
9. Anne (1731 - 9 décembre 1802); mariée à Hugh Edward Henry Clifford, 5e baron Clifford de Chudleigh